# École supérieure de conception et de production industrielles
Ne doit pas être confondu avec ESPCI.
 (août 2021).
Si vous disposez d'ouvrages ou d'articles de référence ou si vous connaissez des sites web de qualité traitant du thème abordé ici, merci de compléter l'article en donnant les références utiles à sa vérifiabilité et en les liant à la section « Notes et références ».
L'École supérieure de conception et de production industrielles (ESCPI) est un établissement d'enseignement supérieur français, dépendant du Conservatoire national des arts et métiers. Il a été créé en 1991.
L'ESCPI se situe dans le quartier du Stade de France à La Plaine Saint-Denis. 

## Fonctionnement
L'école recrute à Bac + 2, la formation se déroule sur 3 ans et conduit à un diplôme d’ingénieur habilité par la commission des titres d'ingénieur et délivré par le CNAM. Un contrat d'apprentissage de 3 ans est signé entre l'apprenti, l'entreprise et le Centre de formation pour apprentis de l'industrie ingénieurs 2000.

## Enseignements
L'école prépare au métier d'ingénieur dans des domaines d'émergence des technologies nouvelles, répartis en trois filières. Les apprentis sont par ailleurs préparés au diplôme d’anglais TOEIC.

### Électronique-Informatique
La filière Électronique-Informatique se situe à l’intersection de deux activités très fortement évolutives. Elle a pour objectif, depuis sa création en 1991, de former des ingénieurs de projet ayant à concevoir, installer et exploiter des équipements et des systèmes « intelligents ».

### Génie mécanique et système de production
La filière Génie mécanique et système de production (GM) forme l'apprenti ingénieur aux fonctions concernant la conception des produits et des processus de production, la mise en œuvre des moyens de fabrication, la définition et la gestion du système de production.

### Génie électrique
La filière Génie électrique (GE) a pour objectif de former des ingénieurs ayant à concevoir, installer et exploiter des installations mettant en œuvre des systèmes et des processus utilisant l’énergie électrique.